# Jassargus remanei
Jassargus remanei är en insektsart som beskrevs av Quartau 1986. Jassargus remanei ingår i släktet Jassargus och familjen dvärgstritar. Inga underarter finns listade i Catalogue of Life.